# Sigebert IV
Prins Sigebert IV zou zijn vader koning Dagobert II opgevolgd zijn als koning van Austrasië. Maar hij moest vluchten naar Zuid-Frankrijk waar hij in vrijwillige ballingschap leefde in Razès. Daar in Rennes-le-Château sleet hij zijn verdere leven. Na de regeringsperiode van koning Dagobert II bleef de Austrasische troon onbezet tussen de periode van 679 tot 680. De controverse over de figuur van Sigebert IV is gevoed door het boek Het heilige bloed en de heilige graal, die Merovingische afstammelingen uitvond in Rennes-le-Château. 
In ieder geval werd de hofmeier Pepijn van Herstal regerende hofmeier over Austrasië in 680 en vanaf 687 was hij tevens hofmeier van Neustrië en Bourgondië.